# 마조알라포크여우원숭이
마조알라포크여우원숭이 (Phaner furcifer)는 마다가스카르 북부와 서부 해안가 숲에서 발견되는 포크여우원숭이의 일종이다. 마조알라포크관여우원숭이 또는 동부포크표지여우원숭이로도 알려져 있다.
마조알라포크원숭이는 온대 지역의 낙엽성 숲에서 나무 수지에서 먹이의 대부분을 구하며 살아간다. 이 원숭이는 이 물질을 쉽게 꺼낼 수 있도록 발달되어 있다. 대부분의 원원류처럼, 일종의 "머리 빗모양의 이빨"을 지니고 있어서, 나무 껍질의 곤충 구멍으로부터 분비되는 수지를 긁어내는 데 사용한다. 이 치아 구조는 길고 앞이 뾰족한 아랫니로 구성되어 있다.
암컷은 한 해 동안에 단지 3일 내지 4일만, 통상 6월에 발정기를 겪는다. 11월 또는 12월에 한 마리의 새끼를 낳는다. 새끼는 처음 태어나서는 부모의 나무 구멍 안에서 생활하며, 처음에는 어미에게 안겨서, 그 다음에는 등에 업혀서 길러진다.